# Oscar de la meilleure photographie
L'Oscar de la meilleure photographie (Academy Award for Best Cinematography) est une récompense cinématographique américaine décernée chaque année, depuis 1929 par l'Academy of Motion Picture Arts and Sciences (AMPAS), laquelle décerne également tous les autres Oscars.
Ce prix récompense le meilleur directeur de la photographie ou chef opérateur pour un film de l'année écoulée. De 1940 à 1967 (à l'exception de 1958), la catégorie fut scindée en deux : Meilleure photographie en noir et blanc et Meilleure photographie en couleurs.

## Introduction
La particularité de cette catégorie est d'être jusqu'à présent la seule catégorie des Oscars qui ne prima pas une seule femme,,. La seule femme jamais nommée est Rachel Morrison, pour Mudbound en 2018.

### Règles
De la 42e à la 50e cérémonie, une présélection fut appliquée : la branche des chefs-opérateurs proposent un premier ballot de 10 films, chacun peut proposer jusqu'à 10 films. Puis un vote est organisé pour désigner les cinq nommés, chacun propose 5 films parmi la liste. Un chef op ne peut être nommé qu'une seule fois. Au second tour, tous les membres de l'Academy votent.

## Palmarès
Note : L'année indiquée est celle de la cérémonie, récompensant les films sortis au cours de l'année précédente. Les lauréats sont indiqués en tête de chaque catégorie et en caractères gras.

### Années 1920-1930
- 1929 : L'Aurore (Sunrise) – Charles Rosher et Karl Struss
  - The Devil Dancer, The Magic Flame et Faiblesse humaine (Sadie Thompson) – George Barnes
- 1930 (avril) : Ombres blanches (White Shadows in the South Seas) – Clyde DeVinna
  - The Divine Lady – John F. Seitz
  - Les Quatre Diables (Four Devils) – Ernest Palmer
  - In Old Arizona – Arthur Edeson
  - Les Nouvelles Vierges (Our Dancing Daughters) – George Barnes
  - L'Ange de la rue (Street Angel) – Ernest Palmer
- 1930 (novembre) : Byrd au pôle Sud (With Byrd at the South Pole) – Joseph T. Rucker et Willard Van der Veer
  - À l'Ouest, rien de nouveau (All Quiet on the Western Front) – Arthur Edeson
  - Anna Christie – William Daniels
  - Les Anges de l'enfer (Hell's Angels) – Tony Gaudio et Harry Perry
  - Parade d'amour (The Love Parade) – Victor Milner
- 1931 : Tabou (Tabu) – Floyd Crosby
  - La Ruée vers l'Ouest (Cimarron) – Edward Cronjager
  - Cœurs brûlés (Morocco) – Lee Garmes
  - The Right to Love – Charles Lang
  - Svengali – Barney McGill
- 1932 : Shanghaï Express (Shanghai Express) – Lee Garmes
  - Arrowsmith – Ray June
  - Docteur Jekyll et M. Hyde (Dr. Jekyll and Mr. Hyde) – Karl Struss
- 1934 : L'Adieu aux armes (A Farewell to Arms) – Charles Lang
  - Une soirée à Vienne (Reunion in Vienna) – George Folsey
  - Le Signe de la croix (The Sign of the Cross) – Karl Struss
- 1935 : Cléopâtre (Cleopatra) – Victor Milner
  - Les Amours de Cellini (The Affairs of Cellini) – Charles Rosher
  - L'Agent n° 13 (Operator 13) – George Folsey
- 1936 : Le Songe d'une nuit d'été (A Midsummer night's dream) – Hal Mohr[Note 2]
  - Ville sans loi (Barbary Coast) – Ray June
  - Les Croisades (The Crusades) – Victor Milner
  - Les Misérables – Gregg Toland
- 1937 : Anthony Adverse – Tony Gaudio
  - Le général est mort à l'aube (The General Died at Dawn) – Victor Milner
  - L'Enchanteresse (The Gorgeous Hussy) – George Folsey
  - Oscar d'honneur pour la photographie en couleurs de Le Jardin d'Allah (The Garden of Allah) – W. Howard Greene et Harold Rosson
- 1938 : Visages d'orient (The Good Earth) – Karl Freund
  - Dead End – Gregg Toland
  - À l'est de Shanghaï (Wings over Honolulu) – Joseph Valentine
  - Oscar d'honneur pour la photographie en couleurs de Une étoile est née (A Star is Born) – W. Howard Greene
- 1939 : Toute la ville danse (The Great Waltz) – Joseph Ruttenberg
  - Casbah (Algiers) – James Wong Howe
  - Army Girl – Ernest Miller et Harry Wild
  - Les Flibustiers (The Buccaneer) – Victor Milner
  - L'Insoumise (Jezebel) – Ernest Haller
  - Délicieuse (Mad about Music) – Joseph Valentine
  - Madame et son clochard (Merrily We Live) – Norbert Brodine
  - Suez – Peverell Marley
  - Mariage incognito (Vivacious Lady) – Robert de Grasse
  - Vous ne l'emporterez pas avec vous (You Can't Take It With You) – Joseph Walker
  - La Famille sans-souci (The Young in Heart) – Leon Shamroy
  - Oscar d'honneur pour la photographie en couleurs de Amants (Sweethearts) – Oliver Marsh et Allen Davey

### Années 1940
- 1940 :
  - Noir et blanc : Les Hauts de Hurlevent (Wuthering Heights) – Gregg Toland
    - La Chevauchée fantastique (Stagecoach) – Bert Glennon

  - Couleur : Autant en emporte le vent – Ernest Haller et Ray Rennahan
    - La Vie privée d'Élisabeth d'Angleterre (The Private Lives of Elizabeth and Essex) – Sol Polito et W. Howard Greene
- 1941 :
  - Noir et blanc : Rebecca – George Barnes
    - Abraham Lincoln (Abe Lincoln in Illinois) – James Wong Howe
    - L'Étrangère (All This, and Heaven Too) – Ernest Haller
    - Arise, My Love – Charles B. Lang Jr.
    - La Fièvre du pétrole (Boom Town) – Harold Rosson
    - Correspondant 17 (Foreign Correspondent) – Rudolph Maté
    - La Lettre (The Letter) – Gaetano Gaudio
    - Les Hommes de la mer (The Long Voyage Home) – Gregg Toland
    - Chanson d'avril (Spring Parade) – Joseph Valentine
    - La Valse dans l'ombre (Waterloo Bridge) – Joseph Ruttenberg

  - Couleur : Le Voleur de Bagdad (The Thief of Bagdad) – Georges Périnal
    - Chante mon amour (Bitter Sweet) – Oliver T. Marsh et Allen Davey
    - L'Oiseau bleu (The Blue Bird) – Arthur Miller et Ray Rennahan
    - Sous le ciel d'Argentine (Down Argentine Way) – Leon Shamroy et Ray Rennahan
    - Les Tuniques écarlates (North West Mounted Police) – Victor Milner et W. Howard Greene
    - Le Grand Passage (Northwest Passage) – Sidney Wagner et William V. Skall
- 1942 :
  - Noir et blanc : Qu'elle était verte ma vallée (How Green Was My Valley) – Arthur C. Miller
  - Couleur : Arènes sanglantes (Blood and Sand) – Ernest Palmer et Ray Rennahan
- 1943 :
  - Noir et blanc : Madame Miniver (Mrs Miniver) – Joseph Ruttenberg
  - Couleur : Le Cygne noir (The Black Swan) – Leon Shamroy
- 1944 :
  - Noir et blanc : Le Chant de Bernadette (The Song of Bernadette) – Arthur C. Miller
  - Couleur : Le Fantôme de l'Opéra (Phantom of the Opera) – Hal Mohr et W. Howard Greene
- 1945 :
  - Noir et blanc : Laura – Joseph LaShelle
  - Couleur : Le Président Wilson – Leon Shamroy
    - La Chanson du souvenir (A Song to remember) – Tony Gaudio et Allen M. Davey
- 1946 :
  - Noir et blanc : Le Portrait de Dorian Gray (Picture of Dorian Gray) – Harry Stradling Sr.
  - Couleur : Péché mortel (Leave her to heaven) – Leon Shamroy
- 1947 :
  - Noir et blanc : Anna et le Roi de Siam (Anna and the King of Siam) – Arthur C. Miller
  - Couleur : Jody et le Faon (The Yearling) – Charles Rosher, Leonard Smith et Arthur E. Arling
- 1948 :
  - Noir et blanc : Les Grandes Espérances (Great Expectations) – Guy Green
  - Couleur : Le Narcisse noir (Black Narcissus) – Jack Cardiff
- 1949 :
  - Noir et blanc : La Cité sans voiles (The Naked City) – William H. Daniels
  - Couleur : Jeanne d'Arc (Joan of Arc) – Joseph Valentine, William V. Skall et Winton C. Hoch

### Années 1950
- 1950 :
  - Noir et blanc : Bastogne (Battleground) – Paul C. Vogel
  - Couleur : La Charge héroïque (She Wore a Yellow Ribbon) – Winton Hoch
- 1951 :
  - Noir et blanc : Le Troisième Homme (The Third Man) – Robert Krasker
  - Couleur : Les Mines du roi Salomon (King Salomon's Mines) – Robert Surtees
- 1952 :
  - Noir et blanc : Une place au soleil (A Place in the Sun) – William C. Mellor
  - Couleur : Un Américain à Paris (An American in Paris) – Alfred Gilks et John Alton
- 1953 :
  - Noir et blanc : Les Ensorcelés (The Bad and the Beautiful) – Robert Surtees
  - Couleur : L'Homme tranquille (The Quiet Man) – Winton Hoch et Archie Stout
- 1954 :
  - Noir et blanc : Tant qu'il y aura des hommes (From Here to Eternity) – Burnett Guffey
  - Couleur : L'Homme des vallées perdues (Shane) – Loyal Griggs
- 1955 :
  - Noir et blanc : Sur les quais (On the Waterfront) – Boris Kaufman
  - Couleur : La Fontaine des amours (Three Coins in the Fountain) – Milton R. Krasner
- 1956 :
  - Noir et blanc : La Rose tatouée (The Rose tattoo) – James Wong Howe
  - Couleur : La Main au collet (To Catch a Thief) – Robert Burks
- 1957 :
  - Noir et blanc : Marqué par la haine (Somebody Up There Likes Me) – Joseph Ruttenberg
  - Couleur : Le Tour du monde en quatre-vingts jours (Around the World in 80 Days) – Lionel Lindon
- 1958 : Le Pont de la rivière Kwaï (The Bridge on the River Kwai) – Jack Hildyard
  - Elle et lui (An Affair to Remember) – Milton Krasner
  - Drôle de frimousse (Funny Face) – Ray June
  - Les Plaisirs de l'enfer (Peyton Place) – William Mellor
  - Sayonara – Ellsworth Fredricks
- 1959 :
  - Noir et blanc : La Chaîne (The Defiant Ones) – Sam Leavitt
  - Couleur : Gigi – Joseph Ruttenberg

### Années 1960
- 1960 :
  - Noir et blanc : Le Journal d'Anne Frank (The Diary of Anne Frank) – William C. Mellor
  - Couleur : Ben-Hur – Robert Surtees
- 1961 :
  - Noir et blanc : Amants et Fils (Sons and Lovers) – Freddie Francis
  - Couleur : Spartacus – Russell Metty
- 1962 :
  - Noir et blanc : L'Arnaqueur (The Hustler) – Eugen Schüfftan
  - Couleur : West Side Story – Daniel L. Fappani
- 1963 :
  - Noir et blanc : Le Jour le plus long (The Longest Day) – Jean Bourgoin et Walter Wottitz (Henri Persin et Pierre Levent)[Note 3]
  - Couleur : Lawrence d'Arabie (Lawrence of Arabia) – Freddie Young
- 1964 :
  - Noir et blanc : Le Plus Sauvage d'entre tous (Hud) – James Wong Howe
  - Couleur : Cléopâtre (Cleopatra) – Leon Shamroy
- 1965 :
  - Noir et blanc : Zorba le Grec (Αλέξης Ζορμπάς) – Walter Lassally
  - Couleur : My Fair Lady – Harry Stradling Sr.
- 1966 :
  - Noir et blanc : La Nef des fous (Ship of Fools) – Ernest Laszlo
  - Couleur : Le Docteur Jivago (Doctor Zhivago) – Freddie Young
- 1967 :
  - Noir et blanc : Qui a peur de Virginia Woolf ? (Who’s afraid of Virginia Woolf?) – Haskell Wexler
  - Couleur : Un homme pour l'éternité (A Man for All Seasons) – Ted Moore
- 1968 : Bonnie et Clyde (Bonnie and Clyde) – Burnett Guffey
  - De sang-froid (In Cold Blood) – Conrad L. Hall
  - Camelot – Richard H. Kline
  - L'Extravagant Docteur Dolittle (Doctor Dolittle) – Robert Surtees
  - Le Lauréat (The Graduate) – Robert Surtees
- 1969 : Roméo et Juliette (Romeo and Juliet) – Pasqualino De Santis
  - Ice Station Zebra – Daniel L. Fapp
  - Star ! – Ernest Laszlo
  - Oliver ! – Oswald Morris
  - Funny Girl – Harry Stradling Sr.

### Années 1970
- 1970 : Butch Cassidy et le Kid (Butch Cassidy and the Sundance Kid) – Conrad L. Hall
  - Les Naufragés de l'espace (Marooned) – Daniel L. Fapp
  - Anne des mille jours (Anne of the Thousand Days) – Arthur Ibbetson
  - Bob et Carole et Ted et Alice (Bob & Carol & Ted & Alice) – Charles B. Lang
  - Hello, Dolly! – Harry Stradling Sr.
- 1971 : La Fille de Ryan (Ryan's Daughter) – Freddie Young
  - Patton – Fred Koenekamp
  - Airport – Ernest Laszlo
  - Tora ! Tora ! Tora ! (Tora! Tora! Tora!) – Charles F. Wheeler, Osami Furuya (de), Shinsaku Himeda (en) et Masamichi Satō (de)
  - Love (Women in Love) – Billy Williams
- 1972 : Un violon sur le toit (Fiddler on the Roof) – Oswald Morris
  - French Connection (The French Connection) – Owen Roizman
  - La Dernière Séance (The Last Picture Show) – Robert Surtees
  - Un été 42 (Summer of '42) – Robert Surtees
  - Nicolas et Alexandra (Nicholas and Alexandra) – Freddie Young
- 1973 : Cabaret – Geoffrey Unsworth
  - Butterflies Are Free – Charles B. Lang
  - Voyages avec ma tante (Travels With My Aunt) – Douglas Slocombe
  - L'Aventure du Poséidon (The Poseidon Adventure) – Harold E. Stine
  - 1776 – Harry Stradling Jr.
- 1974 : Cris et Chuchotements (Viskningar och rop) – Sven Nykvist
  - Jonathan Livingston le goéland (Jonathan Livingston Seagull) – Jack Couffer
  - L'Exorciste (The Exorcist) – Owen Roizman
  - Nos plus belles années (The Way We Were) – Harry Stradling Jr.
  - L'Arnaque (The Sting) – Robert Surtees
- 1975 : La Tour infernale (The Towering Inferno) – Fred Koenekamp et Joseph Biroc
  - Chinatown – John A. Alonzo
  - Tremblement de terre (Earthquake) – Philip Lathrop
  - Lenny – Bruce Surtees
  - Le Crime de l'Orient-Express (Murder on the Orient Express) – Geoffrey Unsworth
- 1976 : Barry Lyndon – John Alcott
  - Le Jour du fléau (The Day of the Locust) – Conrad Hall
  - Funny Lady – James Wong Howe
  - L'Odyssée du Hindenburg (The Hindenburg) – Robert Surtees
  - Vol au-dessus d'un nid de coucou (One Flew Over the Cuckoo's Nest) – Haskell Wexler et Bill Butler
- 1977 : En route pour la gloire (Bound for Glory) – Haskell Wexler
  - King Kong – Richard H. Kline
  - L'Âge de cristal (Logan's Run) – Ernest Laszlo
  - Network – Owen Roizman
  - Une étoile est née (A Star Is Born) – Robert Surtees
- 1978 : Rencontres du troisième type (Close Encounters of the Third Kind) – Vilmos Zsigmond
  - À la recherche de Mister Goodbar (Looking for Mr. Goodbar) – William A. Fraker
  - L'Île des adieux (Islands in the Stream) – Fred J. Koenekamp
  - Julia – Douglas Slocombe
  - Le Tournant de la vie (The Turning Point) – Robert Surtees
- 1979 : Les Moissons du ciel (Days of Heaven) – Nestor Almendros
  - Le ciel peut attendre (Heaven Can Wait) – William A. Fraker
  - The Wiz – Oswald Morris
  - Même heure l'année prochaine (Same Time, Next Year) – Robert Surtees
  - Voyage au bout de l'enfer (The Deer Hunter) – Vilmos Zsigmond

### Années 1980
- 1980 : Apocalypse Now – Vittorio Storaro
  - Kramer contre Kramer (Kramer vs. Kramer) – Nestor Almendros
  - 1941 – William A. Fraker
  - Le Trou noir (The Black Hole) – Frank V. Phillips
  - All That Jazz – Giuseppe Rotunno
- 1981 : Tess – Geoffrey Unsworth (à titre posthume) et Ghislain Cloquet
  - Le Lagon bleu (The Blue Lagoon) – Néstor Almendros
  - Nashville Lady (Coal Miner's Daughter) – Ralf D. Bode
  - Raging Bull – Michael Chapman
  - La Formule (The Formula) – James Crabe
- 1982 : Reds – Vittorio Storaro
  - Ragtime – Miroslav Ondříček
  - Les Aventuriers de l'arche perdue (Raiders of the Lost Ark) – Douglas Slocombe
  - Excalibur – Alex Thomson
  - La Maison du lac (On Golden Pond) – Billy Williams
- 1983 : Gandhi – Billy Williams et Ronnie Taylor
  - Le Choix de Sophie (Sophie's Choice) – Néstor Almendros
  - E.T. l'extra-terrestre (E.T. the Extra-Terrestrial) – Allen Daviau
  - Tootsie – Owen Roizman
  - Das Boot – Jost Vacano
- 1984 : Fanny et Alexandre (Fanny och Alexander) – Sven Nykvist
  - L'Étoffe des héros (The Right Stuff) – Caleb Deschanel
  - Wargames – William A. Fraker
  - Flashdance – Don Peterman
  - Zelig – Gordon Willis
- 1985 : La Déchirure (The Killing Fields) – Chris Menges
  - La Route des Indes (A Passage to India) – Ernest Day
  - Le Meilleur (The Natural) – Caleb Deschanel
  - Amadeus – Miroslav Ondříček
  - La Rivière (The River) – Vilmos Zsigmond
- 1986 : Out of Africa : Souvenirs d'Afrique (Out of Africa) – David Watkin
  - La Couleur pourpre (The Color Purple) – Allen Daviau
  - Murphy's Romance – William A. Fraker
  - Ran (乱) – Takao Saitō, Masaharu Ueda et Asakazu Nakai
  - Witness – John Seale
- 1987 : Mission (The Mission) – Chris Menges
  - Peggy Sue s'est mariée (Peggy Sue Got Married) – Jordan Cronenweth
  - Star Trek 4 : Retour sur Terre (Star Trek IV: The Voyage Home) – Don Peterman
  - Chambre avec vue (A Room With a View) – Tony Pierce-Roberts
  - Platoon – Robert Richardson
- 1988 : Le Dernier Empereur (The Last Emperor) – Vittorio Storaro
  - Broadcast News – Michael Ballhaus
  - Empire du soleil (Empire of the Sun) – Allen Daviau
  - La Guerre à sept ans (Hope and Glory) – Philippe Rousselot
  - Matewan – Haskell Wexler
- 1989 : Mississippi Burning – Peter Biziou
  - Qui veut la peau de Roger Rabbit (Who Framed Roger Rabbit) – Dean Cundey
  - Tequila Sunrise – Conrad L. Hall
  - L'Insoutenable Légèreté de l'être (The Unbearable Lightness of Being) – Sven Nykvist
  - Rain Man – John Seale

### Années 1990
- 1990 : Glory – Freddie Francis
  - Susie et les Baker Boys (The Fabulous Baker Boys) – Michael Ballhaus
  - Né un 4 juillet (Born on the Fourth of July) – Robert Richardson
  - Abyss (The Abyss) – Mikael Salomon
  - Blaze – Haskell Wexler
- 1991 : Danse avec les loups (Dances with Wolves) – Dean Semler
  - Avalon – Allen Daviau
  - Henry et June (Henry and June) – Philippe Rousselot
  - Dick Tracy – Vittorio Storaro
  - Le Parrain 3 (The Godfather: Part III) – Gordon Willis
- 1992 : JFK – Robert Richardson
  - Thelma et Louise (Thelma and Louise) – Adrian Biddle
  - Bugsy – Allen Daviau
  - Le Prince des marées (The Prince of Tides) – Stephen Goldblatt
  - Terminator 2 : Le Jugement dernier (Terminator 2: Judgment Day) – Adam Greenberg
- 1993 : Et au milieu coule une rivière (A River Runs Through It) – Philippe Rousselot
  - Hoffa – Stephen H. Burum
  - L'Amant – Robert Fraisse
  - Impitoyable (Unforgiven) – Jack N. Green
  - Retour à Howards End (Howards End) – Tony Pierce-Roberts
- 1994 : La Liste de Schindler (Schindler's List) – Janusz Kaminski
  - Adieu ma concubine (霸王別姬) – Gu Changwei
  - Le Fugitif (The Fugitive) – Michael Chapman
  - La Leçon de piano (The Piano) – Stuart Dryburgh
  - À la recherche de Bobby Fischer (Searching for Bobby Fischer) – Conrad L. Hall
- 1995 : Légendes d'automne (Legends of the Fall) – John Toll
  - Forrest Gump – Don Burgess
  - Les Évadés (The Shawshank Redemption) – Roger Deakins
  - Wyatt Earp – Owen Roizman
  - Trois Couleurs : Rouge – Piotr Sobociński
- 1996 : Braveheart – John Toll
  - Raison et Sentiments (Sense and Sensibility) – Michael Coulter
  - Batman Forever – Stephen Goldblatt
  - La Petite Princesse (A Little Princess) – Emmanuel Lubezki
  - Shanghai Triad (摇呀摇﹐摇到外婆桥) – Lu Yue
- 1997 : Le Patient anglais (The English Patient) – John Seale
  - Evita – Darius Khondji
  - Fargo – Roger Deakins
  - L'Envolée sauvage (Fly Away Home) – Caleb Deschanel
  - Michael Collins – Chris Menges
- 1998 : Titanic – Russell Carpenter
  - Amistad – Janusz Kaminski
  - Kundun – Roger Deakins
  - L.A. Confidential – Dante Spinotti
  - Les Ailes de la colombe (The Wings of the Dove) – Eduardo Serra
- 1999 : Il faut sauver le soldat Ryan (Saving Private Ryan) – Janusz Kaminski
  - Préjudice (A Civil Action) – Conrad L. Hall
  - Elizabeth – Remi Adefarasin
  - Shakespeare in Love – Richard Greatrex (en)
  - La ligne rouge (The Thin Red Line) – John Toll

### Années 2000
- 2000 : American Beauty – Conrad L. Hall
  - La Fin d'une liaison (The End of the Affair) – Roger Pratt
  - Révélations (The Insider) – Dante Spinotti
  - Sleepy Hollow – Emmanuel Lubezki
  - La neige tombait sur les cèdres (Snow Falling on Cedars) – Robert Richardson
- 2001 : Tigre et Dragon (臥虎藏龍) – Peter Pau
  - Gladiator – John Mathieson
  - Malèna – Lajos Koltai
  - O'Brother (O Brother, Where Art Thou?) – Roger Deakins
  - The Patriot – Caleb Deschanel
- 2002 : Le Seigneur des anneaux : La Communauté de l'anneau (The Lord of The Rings: The Fellowship of the Ring) – Andrew Lesnie 
  - Le Fabuleux Destin d'Amélie Poulain – Bruno Delbonnel
  - La Chute du faucon noir (Black Hawk Down) – Slawomir Idziak
  - The Barber (The Man who wasn't there) – Roger Deakins
  - Moulin Rouge (Moulin Rouge!) – Donald M. McAlpine
- 2003 : Les Sentiers de la perdition (Road to Perdition) – Conrad L. Hall
  - Chicago – Dion Beebe
  - Loin du Paradis (Far from Heaven) – Edward Lachman
  - Gangs of New York – Michael Ballhaus
  - Le Pianiste (The Pianist) – Pawel Edelman
- 2004 : Master and Commander : De l'autre côté du monde (Master and Commander: The Far Side of the World) – Russell Boyd
  - La Cité de Dieu (Cidade de Deus) – César Charlone
  - Retour à Cold Mountain (Cold Mountain) – John Seale
  - La Jeune Fille à la perle (Girl with a Pearl Earring) – Eduardo Serra
  - Pur Sang, la légende de Seabiscuit (Seabiscuit) – John Schwartzman (en)
- 2005 : Aviator (The Aviator) – Robert Richardson
  - Le Secret des poignards volants (十面埋伏) – Zhao Xiaoding
  - La Passion du Christ (The Passion of the Christ) – Caleb Deschanel
  - Le Fantôme de l'Opéra (The Phantom of the Opera) – John Mathieson
  - Un long dimanche de fiançailles – Bruno Delbonnel
- 2006 : Mémoires d'une geisha (Memoirs of a Geisha) – Dion Beebe
  - Batman Begins – Wally Pfister
  - Le Secret de Brokeback Mountain (Brokeback Mountain) – Rodrigo Prieto
  - Good Night and Good Luck – Robert Elswit
  - Le Nouveau Monde (The New World) – Emmanuel Lubezki
- 2007 : Le Labyrinthe de Pan (El Laberinto del fauno) – Guillermo Navarro
  - Le Dahlia noir (The Black Dahlia) – Vilmos Zsigmond
  - Les Fils de l'homme (Children of Men) – Emmanuel Lubezki
  - L'Illusionniste (The Illusionist) – Dick Pope
  - Le Prestige (The Prestige) – Wally Pfister
- 2008 : There Will Be Blood – Robert Elswit
  - L'Assassinat de Jesse James par le lâche Robert Ford (The Assassination of Jesse James by the Coward Robert Ford) – Roger Deakins
  - Reviens-moi (Atonement) – Seamus McGarvey
  - Le Scaphandre et le Papillon – Janusz Kaminski
  - No Country for Old Men – Roger Deakins
- 2009 : Slumdog Millionaire – Anthony Dod Mantle
  - L'Échange (Changeling) – Tom Stern
  - L'Étrange Histoire de Benjamin Button (The Curious Case of Benjamin Button) – Claudio Miranda
  - The Dark Knight : Le Chevalier noir (The Dark Knight) – Wally Pfister
  - The Reader – Roger Deakins et Chris Menges

### Années 2010
- 2010 : Avatar – Mauro Fiore
  - Harry Potter et le Prince de sang-mêlé (Harry Potter and the Half-Blood Prince) – Bruno Delbonnel
  - Démineurs (The Hurt Locker) – Barry Ackroyd
  - Inglourious Basterds – Robert Richardson
  - Le Ruban blanc (Das weiße Band) – Christian Berger

- 2011 : Inception – Wally Pfister
  - True Grit – Roger Deakins
  - Le Discours d'un roi (The King's Speech) – Danny Cohen
  - The Social Network – Jeff Cronenweth
  - Black Swan – Matthew Libatique

- 2012 : Hugo Cabret (Hugo) – Robert Richardson
  - The Artist – Guillaume Schiffman
  - Cheval de guerre (War Horse) – Janusz Kaminski
  - Millénium : Les Hommes qui n'aimaient pas les femmes (The Girl with the Dragon Tattoo) – Jeff Cronenweth
  - The Tree of Life – Emmanuel Lubezki

- 2013 : L'Odyssée de Pi (Life of Pi) – Claudio Miranda
  - Anna Karénine (Anna Karenina) – Seamus McGarvey
  - Django Unchained – Robert Richardson
  - Lincoln – Janusz Kaminski
  - Skyfall – Roger Deakins

- 2014 : Gravity – Emmanuel Lubezki
  - The Grandmaster – Philippe Le Sourd
  - Inside Llewyn Davis – Bruno Delbonnel
  - Nebraska – Phedon Papamichael
  - Prisoners – Roger Deakins

- 2015 : Birdman ou (la surprenante vertu de l'ignorance) (Birdman or (The Unexpected Virtue of Ignorance)) – Emmanuel Lubezki
  - The Grand Budapest Hotel – Robert Yeoman
  - Ida – Łukasz Żal et Ryszard Lenczewski
  - Mr. Turner – Dick Pope
  - Invincible (Unbroken) – Roger Deakins

- 2016 : The Revenant - Emmanuel Lubezki
  - Mad Max: Fury Road - John Seale
  - Carol - Edward Lachman
  - Les Huit Salopards (The Hateful Eight) - Robert Richardson
  - Sicario - Roger Deakins

- 2017 : La La Land – Linus Sandgren
  - Premier Contact (Arrival) – Bradford Young
  - Moonlight – James Laxton
  - Lion – Greig Fraser
  - Silence – Rodrigo Prieto

- 2018 : Blade Runner 2049 – Roger Deakins
  - Les Heures sombres – Bruno Delbonnel
  - Dunkerque – Hoyte van Hoytema
  - Mudbound – Rachel Morrison
  - La Forme de l'eau – Dan Laustsen

- 2019 : Roma - Alfonso Cuarón
  - Cold War - Łukasz Żal
  - La Favorite - Robbie Ryan
  - Werk ohne Autor - Caleb Deschanel
  - A Star Is Born - Matthew Libatique

### Années 2020
- 2020 : 1917 - Roger Deakins
  - The Irishman - Rodrigo Prieto
  - Joker - Lawrence Sher
  - The Lighthouse - Jarin Blaschke
  - Once Upon a Time… in Hollywood - Robert Richardson

- 2021 : Mank – Erik Messerschmidt
  - Judas and the Black Messiah – Sean Bobbitt
  - Nomadland – Joshua James Richards
  - La Mission – Dariusz Wolski
  - Les Sept de Chicago – Phedon Papamichael

- 2022 : Dune – Greig Fraser
  - Nightmare Alley – Dan Laustsen
  - The Power of the Dog – Ari Wegner (en)
  - Macbeth (The Tragedy of Macbeth) – Bruno Delbonnel
  - West Side Story – Janusz Kamiński

- 2023 : À l'Ouest, rien de nouveau (Im Westen nichts Neues) – James Friend
  - Bardo (Bardo, falsa crónica de unas cuantas verdades) – Darius Khondji
  - Elvis – Mandy Walker
  - Empire of Light – Roger Deakins
  - Tár – Florian Hoffmeister

- 2024 : Oppenheimer – Hoyte van Hoytema
  - Le Comte (El Conde) – Edward Lachman
  - Killers of the Flower Moon – Rodrigo Prieto
  - Maestro – Matthew Libatique
  - Pauvres Créatures (Poor Things) – Robbie Ryan
- 2025 : The Brutalist – Lol Crawley
  - Dune, deuxième partie – Greig Fraser
  - Emilia Pérez – Paul Guilhaume
  - Maria – Ed Lachman
  - Nosferatu – Jarin Blaschke

## Faits remarquables

### Nominations et victoires multiples
D'après la base de données de l'académie, mise à jour après la 96e cérémonie des Oscars.
Les plus nommés
- 18 : 
  - Charles B. Lang Jr.
  - Leon Shamroy
- 16 : 
  - Robert Surtees
  - Roger Deakins
- 14 : Harry Stradling Sr.
- 13 : George Folsey
- 10 : 
  - Conrad L. Hall
  - James Wong Howe
  - Joseph Ruttenberg
  - Robert Richardson
- 9 :
  - Joseph LaShelle
  - William V. Skall
- 8 : 
  - Ernest Laszlo
  - Emmanuel Lubezki
  - Victor Milner

Les plus récompensés
- 4 : 
  - Joseph Ruttenberg
  - Leon Shamroy
- 3 : Conrad L. Hall, Winton C. Hoch, Emmanuel Lubezki, Arthur C. Miller, Robert Richardson, Vittorio Storaro, Robert Surtees et Freddie Young

### Prix posthumes
La base de données officielle de l'académie applique une distinction posthume, autrement dit peut récompenser un chef opérateur après sa mort. Les films ayant deux chefs-opérateurs s'expliquent aussi par un remplacement s'il y eut un décès brutal durant le tournage.